# Ramanathapuram (huyện)
Huyện Ramanathapuram là một huyện thuộc bang Tamil Nadu, Ấn Độ. Thủ phủ huyện Ramanathapuram đóng ở Ramanathapuram. Huyện Ramanathapuram có diện tích 4123 ki lô mét vuông. Đến thời điểm năm 2001, huyện Ramanathapuram có dân số 1183321 người.